# Edifici d'habitatges al carrer Sant Miquel, 39 (Barcelona)
L'Edifici d'habitatges al carrer Sant Miquel, 39 és una obra del municipi de Barcelona protegida com a bé cultural d'interès local.

## Descripció
L'edifici d'habitatges del carrer Sant Miquel 41 s'emplaça al costat esquerre de l'església homònima i enfrontat a la plaça de la Barceloneta, en aquest districte marítim de la ciutat de Barcelona. L'edifici té moltes afinitats amb l'immoble bessó de l'altra banda de l'església, el número 41. Consta d'una planta baixa comercial i dos pisos d'habitatges.
La façana principal és molt homogènia, en destaquen els arcs escarsers que es troben en totes les portes i finestres de l'immoble. Aquests arcs tenen una mènsula floral a la clau en el cas de la planta baixa. No obstant, es detecten diferències entre la primera i la segona planta, sobretot en els balcons i la forja d'aquests. En el primer pis les dues obertures de dimensions més grans estan unides en una balconada i les forges són més elaborades i complexes, mentre que en el segon pis són senzilles i rectilínies. Això és degut al fet que l'edifici original estava format pels baixos i la primera planta, del segle xviii. La resta de l'immoble va ser ampliat l'any 1837. Un altre tret distintiu d'aquest immoble, la decoració que recobreix les façanes a base de terra cuita, també s'hauria afegit amb l'ampliació de l'edifici al segle xix. El coronament és senzill i fa funcions de barana d'una terrassa comunitària.
L'estat de conservació de l'immoble és prou bo. Els motius decoratius, arcs i parets es troben en bon estat, malgrat això, la planta baixa comercial es troba més alterada.